# Alexandre Bennigsen
Alexandre Bennigsen, auch Alexandre de Bennigsen, russisch Александр Адамович Беннигсен – Alexander Adamowitsch Bennigsen (* 20. März 1913 in Sankt Petersburg; † 3. Juni 1988 in Paris) war ein russisch-französischer Historiker für den Bereich des Islams in der ehemaligen Sowjetunion, besonders Zentralasien.
Sein Vater Oberst Graf Bennigsen kämpfte als Kavallerieoffizier auf Seiten der Weißen im Russischen Bürgerkrieg und seine Familie verließ Russland 1919 nach der Revolution und ging über Estland 1924 nach Paris. Dort studierte er an der Ecole des Langues Orientales u. a. bei dem Iranisten Henri Massé. Im Zweiten Weltkrieg kämpfte er in der französischen Armee in der Kavallerie und danach war er in der Résistance. Nach dem Krieg war er im russischen Dokumentationszentrum der französischen Regierung und vertiefte seine Kenntnisse der Iranistik und Turksprachen, besonders aus Usbekistan und lehrte ab Mitte der 1950er Jahre an der École des Hautes Études en Sciences Sociales (sechste Sektion), wo er Professor für nicht-arabischen Islam wurde. Er reiste viel im Mittleren Osten, in die Türkei, Syrien, Iran, Libanon, Ägypten, Afghanistan und Jordanien und studierte dort Archive, besonders in denen des Topkapı-Palastes in Istanbul. Insbesondere befasste er sich mit Dokumenten zu den Tataren, dem Kaukasus und Zentralasien.
Er war Gastprofessor an der University of Rochester, der Columbia University, der University of Chicago, in Florida, am Kennan Institute in Washington D. C. und der University of Wisconsin–Madison.
Er gründete in Paris eine Schule für Minderheiten-Studien der ehemaligen Sowjetunion, sowohl in Frankreich als auch in den USA, wo er meist ein Semester im Jahr lehrte. Dazu gehörte S. Enders Wimbush, Chantal Lermercier-Quelquejay, mit der er auch viel publizierte und der Gründer von Window on Eurasia Paul A. Goble.
Bennigsen vertrat die Ansicht, dass sich die Muslime in der Sowjetunion ihre kulturelle Identität bewahrt hätten, trotz mangelnder Kontakte zur restlichen islamischen Welt. Das machte ihn in der Sowjetunion, wo man offiziell ein Aufgehen der islamischen Völker in die staatliche Ordnung propagierte, zum Gegenstand von Angriffen. Die These bestätigte sich aber nach dem Zusammenbruch der Sowjetunion, den Bennigsen nicht mehr erlebte.
Er war mit Hélène Baronin von Bildering verheiratet, mit der er vier Kinder hatte. Seine Tochter Marie Bennigsen-Broxup (1944–2012) war ebenfalls eine bekannte Spezialistin für Zentralasien und Direktorin des Central Asian Research Center in London.

## Schriften
- Beitrag zu Gavin Hambly u. a. Zentralasien, Fischer Weltgeschichte, Band 16, 1966
- mit Chantal Lemercier-Quelquejay Islam in the Soviet Union, London 1967
- mit Chantal Lemercier-Quelquejay La presses et le mouvement national chez les musulmans de Russie avant 1920, Paris, Mouton 1964
- mit Chantal Lemercier-Quelquejay Les mouvements nationaux chez le musulmans de Russie, Paris, Den Haag, 1960.
- mit Chantal Lemercier-Quelquejay: Sultan Galiev, le père de la révolution tiers-mondiste, Fayard 1986
- mit S. Enders-Wimbush: Muslim National Communism in the Soviet Union: a revolutionary strategy for the colonial world, Chicago, 1970
- mit S. Enders-Wimbush: Muslims of the Soviet Empire: a guide, London 1985
- mit S. Enders-Wimbush: Mystics and commissars: Sufism in the Soviet Union, University of California Press 1985
- Russes et Chinois avant 1917, Flammarion 1974
- Le khanat de Crimeé dans les archives du palais de Topkapi, Paris, Den Haag, 1978.
- Les muslmans oubliés, Paris, 1981.
- The Soviet Union and Muslim guerrilla wars, 1920-1981: lessons for Afghanistan, Rand Corporation 1981
- The Evolution of the Muslim Nationalities in the USSR and their Linguistic Problems, London, 1961.
- mit Marie Broxup: The Islamic Threat to the Soviet State, London, 1983.